# Palatul Ubud

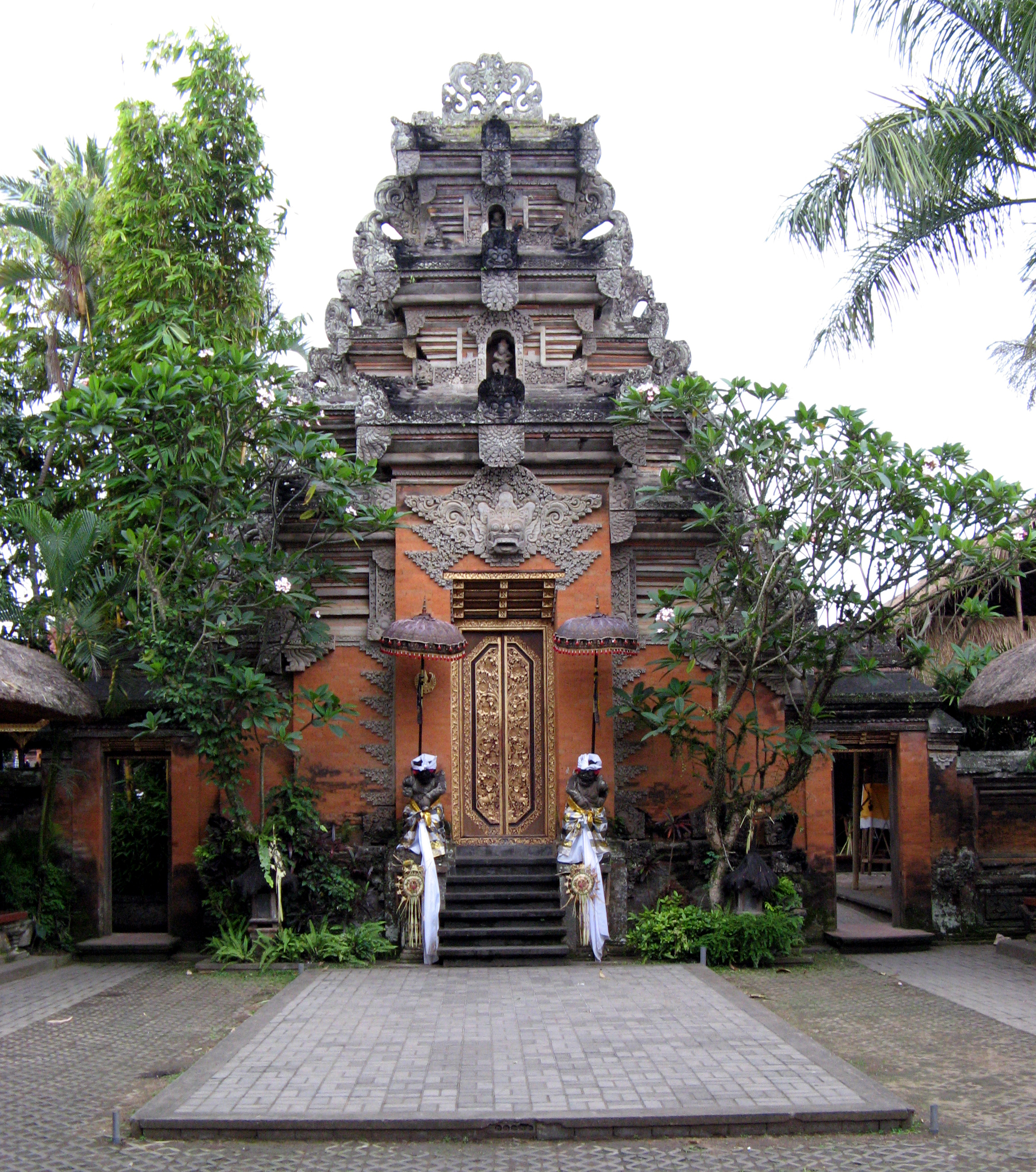
Poarta Palatului Ubud

Palatul Ubud, oficial Puri Saren Agung, este un complex de clădiri istorice situat în Ubud, Regiunea Gianyar din Bali, Indonezia. 

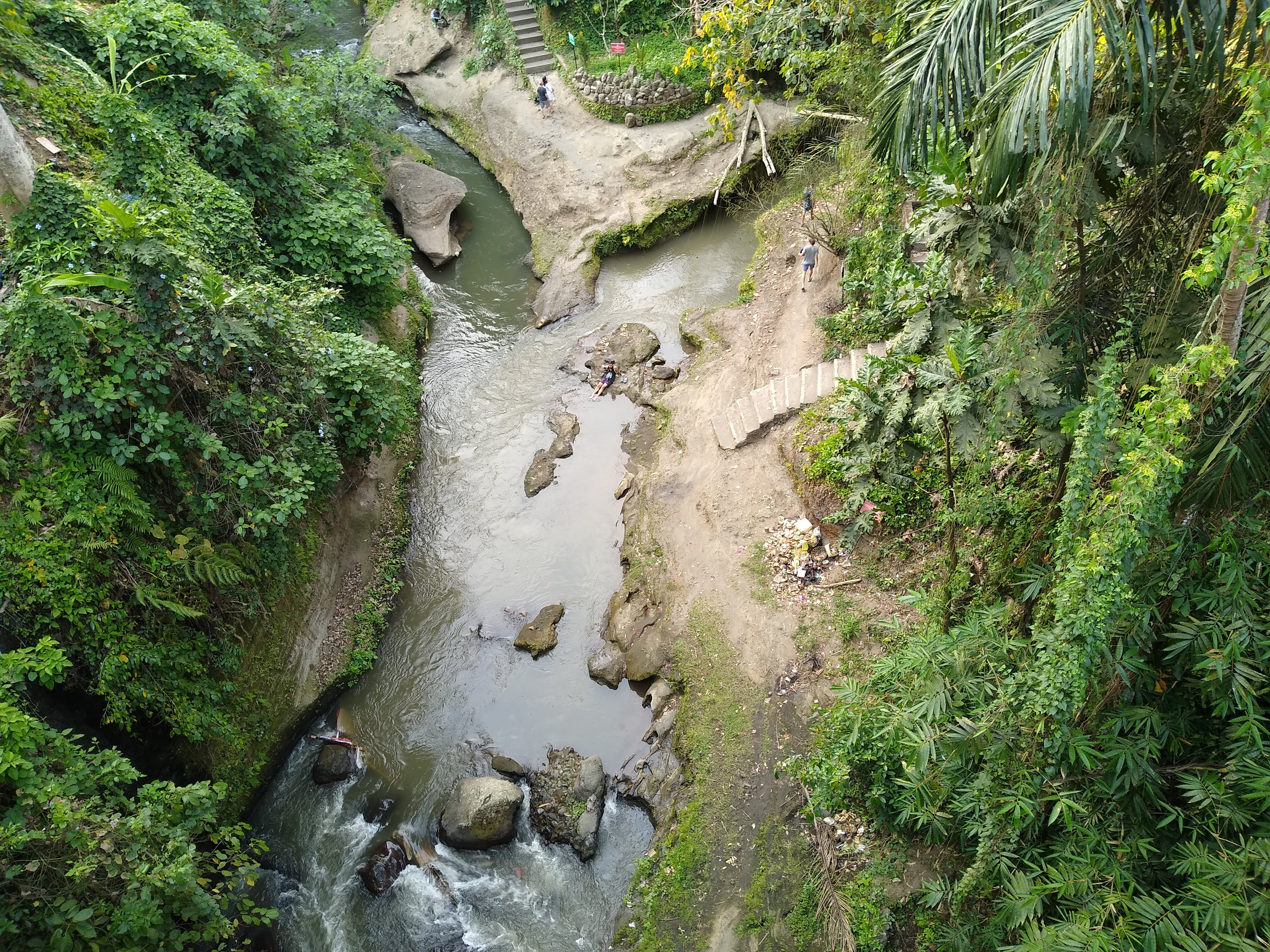
Confluența râului Campuhan

Palatul a fost reședința oficială a familiei regale Ubud. În călătoriile sale, Rsi Markandeya a avut o revelație divină că, în Bali, urma să îngroape cinci metale prețioase pe o pantă de munte, unde astăzi se află templul-mamă al lui Besakih. Alături de un grup de adepți, Rsi Markandeya a fost atrasă ca un magnet de o destinație situată la poalele munților insulei, care radiau lumină și energie. Acest loc era Campuhan în Ubud, la o confluență a râului Wos și aici a simțit că trebuie să construiască un templu cu numele de Pura Gunung Lebah.
În cadrul expedițiilor ulterioare din jurul insulei Bali, Rsi Markandeya a construit o serie de alte temple importante și a creat un sistem de irigație împărțit pentru peisajul terasat, care este utilizat și astăzi de fermieri. Formarea banjarului, care este un consiliu al satului ce răspunde de treburile comunității și de cele religioase, a fost inspirată și de acest om sfânt. În esență, se poate spune că Rsi Markandeya este responsabilă pentru întemeierea hinduismului balinez în forma sa cea mai pură, denumită Agama Tirta sau religia apei sfinte.
De când a fost descoperită încă din secolul al VIII-lea, zona Campuhan a fost întotdeauna foarte apreciată de către balinezi pentru imensele sale puteri spirituale. Chiar și termenul Ubud este derivat din termenul ubad, adică medicament cu referire la proprietățile tradiționale de vindecare ale gamei de plante care cresc la întâmplare aici. Generațiile de închinători hinduși au făcut pelerinaje speciale la confluența râului Wos, pentru a medita, a se îmbăia și a colecta apa sfântă pentru ceremoniile templelor și pentru ritualurile de curățare.
Întotdeauna au existat legături între Java și Bali, dar dezintegrarea din secolul al XV-lea a regatului Majapahit, care odinioară fusese puternic, a provocat un exod în masă al nobililor din Bali. În consecință, a fost înființat un nou regat pe coasta de est a insulei, numit Gelgel, care a oferit sanctuar multor familii conducătoare importante. Au adus cu ei o moștenire artistică și principiile sistemului de caste.
Până în secolul al XVII-lea, Bali a cunoscut invariabil o apariție rapidă de noi regate, inclusiv fondarea mai multor case regale în Ubud. Astfel au existat multe conflicte între clanurile regale, scopul final fiind supremația. Un prinț din Klungkung a fost trimis să construiască un palat în Sukawati ca un centru de mare putere și de frumusețe estetică. Artizanii au venit din toată insula Bali pentru a ajuta la construcția sa și odată finalizat mulți dintre ei au ales să rămână. Sukawati este astăzi o comunitate care susține cu tărie toate formele de artă, precum și dansul și muzica.
Odată cu înființarea cu succes a unei autorități domnitoare în Sukawati, deținătorii palatului au fost apoi trimiși la sfârșitul anilor 1700 pentru a-și asigura zona Ubud. O pereche de veri și-au format comunități rivale în Padang Tegal și mai la nord în zona Taman. După luptele ulterioare dintre aceste sate vecine, regele Sukawati i-a trimis pe frații săi Tjokorde Ngurah Tabanan la Peliatan și Tjokorde Tangkeban în Sambahan pentru a înființa palate cu scopul de a controla aceste zone cu probleme.
În ciuda luptelor feudaliste timpurii dintre regatele Peliatan și Mengwi, cele două și-au învins diferendele în urma unei bătălii în care se spune că au fost implicate puteri magice. Ulterior, oamenii din Mengwi s-au mutat pentru a ajuta populația Ubud și, la sfârșitul anilor 1800, întreaga zonă a început să înflorească având provizii abundente de orez și o economie în plină expansiune.
La jumătatea secolului al XIX-lea, exista un anumit sentiment anti-olandez în regate, iar conflictul era încă intens. Mengwi a cunoscut o înfrângere amară și tot pământul a fost distribuit între agresorii săi. Multe dintre bătăliile care au avut loc au fost de fapt alimentate de olandezi și a fost o perioadă neobișnuită în care regate care luptau între ele cu ceva timp în urmă au format brusc alianțe.
Autoritățile olandeze colonizatoare au ales să înceapă să se amestece în politica insulei la începutul secolului al XX-lea. Sub conducerea lui Tjokorde Gede Raka Sukawati, Ubud a devenit cunoscut ca subregență și apoi, mult mai târziu, în 1981, a devenit un sub-district preluând administrarea a 13 cartiere și 7 sate tradiționale. Cartierul Ubud cuprinde astăzi toate zonele din limitele Tegallalang, Peliatan, Mas și Kedewatan.
Bali a înregistrat un influx semnificativ de vizitatori din străinătate în anii 1930. Acest prim val de turism a fost concentrat în Ubud și în jurul său, datorită încrederii în afaceri a lui Tjokorde Gede Agung Sukawati, care era fluent în engleză și olandeză. El înființase o casă mică de oaspeți, iar fratele său mai mare, Tjokorde Raka Sukawati, care locuia peste drum, a luat inițiativa de a-l primi pe celebrul artist compozitor Walter Spies la Ubud pentru a trăi și a munci.
Acest lucru a stabilit o tendință pentru alți artiști străini și, în curând, pictori precum Rudolf Bonnet și Willem Hofker au venit în această zonă pentru a picta. Pe măsură ce cuvântul Ubud și frumusețea sa fermecătoare s-au răspândit, satul a continuat să găzduiască un cerc de personaje celebre precum Noël Coward, Charlie Chaplin, HG Wells și cunoscuta antropologă Margaret Mead.
Viziunea de a înființa o asociație de pictori s-a născut în 1936 și a dus la o colaborare pentru a forma Pita Maha între Tjokorde Gede Agung, Spies, Bonnet și mai mulți artiști locali. Cu ajutorul compozitorului american Colin McPhee, care și-a construit o casă de-a lungul uimitorului Sayan Ridge, grupul a fost responsabil pentru reunirea unora dintre cei mai mari artiști din Bali pentru a preda pictura, dansul și muzica unei generații tinere. Ubud și-a dezvoltat reputația de a fi pulsul cultural al insulei Bali și această imagine rămâne și astăzi.
Al doilea război mondial a adus greutăți pe insulă, iar Ubud a suferit considerabil. Japonezii au invadat insula și a urmat o luptă violentă împotriva olandezilor pentru independență. Indonezienii și-au câștigat libertatea și au avut primul președinte în 1945, însă vreo 20 de ani mai târziu așa-numita „lovitură de stat comunistă” a adus mii de crime în arhipelag. Multe vieți au fost curmate, în special în Ubud, iar folclorul local vorbește despre egretele albe care locuiesc în zona Petulu ca fiind de fapt sufletele pierdute ale celor masacrați.
După aproape 20 de ani de incertitudine, turismul a fost reluat în Ubud în anii '70, când motocicliștii și hipioții au început să caute noi experiențe. De atunci, un flux constant de vizitatori s-a arătat captivat de frumusețea peisajului și de ospitalitatea locuitorilor.